# 常楽坊
常楽坊（じょうらくぼう）は、日蓮正宗総本山大石寺の塔中坊の一つ。大納骨堂の管理や典礼関係を取り扱う坊である。

## 歴史
- 1975年（昭和50年）3月29日 - 衛二坊として現在の建物が完成。
- 2002年（平成14年）11月18日 - 第67世法主日顕の発願、開基として建立される。